# Procession équestre de la Saint-Georges

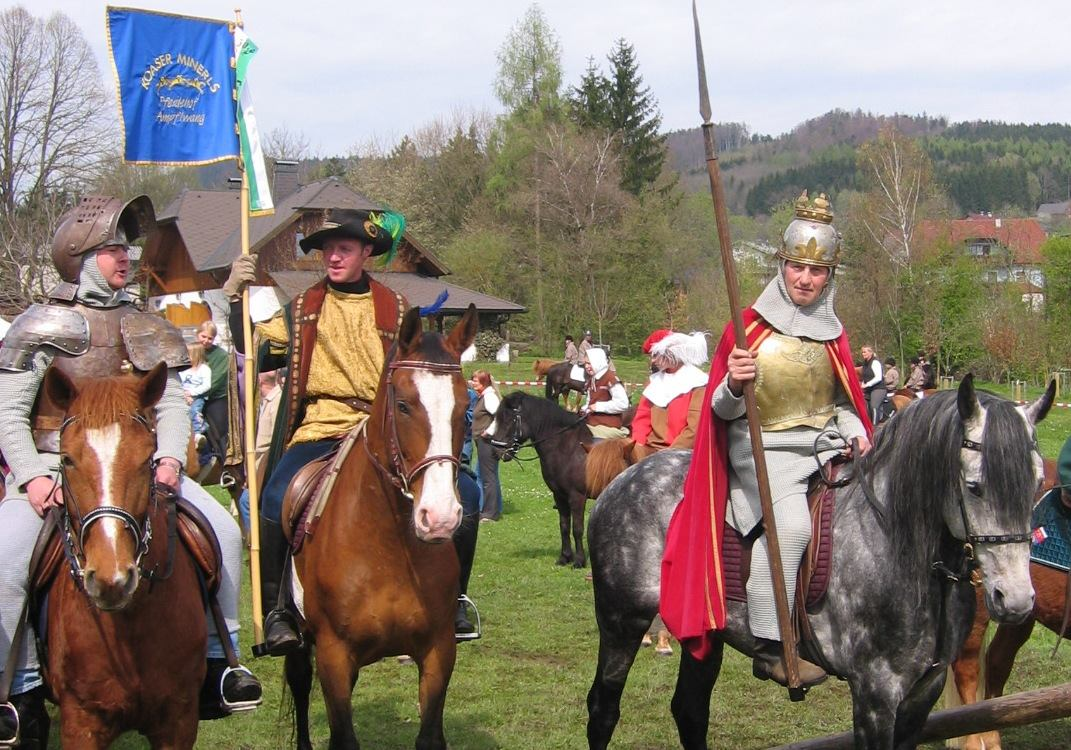
Procession équestre de la Saint-Georges à Gunzendorf, près de Buttenheim.

La procession équestre de la Saint-Georges (en allemand : Georgiritt) est une procession religieuse qui se déroule habituellement le jour de la Saint-Georges, patron des cavaliers, le 23 avril, ou le lundi de Pâques, et qui se tient à cheval. Ces processions traditionnelles ont surtout lieu aujourd'hui en Bavière et dans la région de Salzbourg en Autriche. Certaines se passent autour d'une église vouée à saint Georges, où l'on procède à la bénédiction des chevaux. D'autres traversent le village et les hameaux environnants.

## Processions en Allemagne
- Bernbeuren : cette procession a repris de l'ampleur depuis 1925, date à laquelle elle devient annuelle, le dimanche après la fête de la Saint-Georges
- Effeltrich : cette procession se déroule le lundi de Pâques
- Etzelsbach : cette procession se déroule le deuxième dimanche après la fête de la Visitation
- Gunzendorf, près de Buttenheim: cette procession qui se déroule depuis le XVIIe siècle a été revivifiée en 1951, le jour de la Saint-Georges
- Heldenstein : cette procession se tient dans le village de Lauterbach le lundi de Pâques
- Mittenwald
- Ruhpolding
- Taufkirchen
- Tittmoning
- Traunstein : cette procession organisée par l'union de Saint-Georges, se déroule le lundi de Pâques. Environ cinq cents chevaux soigneusement ornés et des chars y défilent avec des fanfares et des groupes de fidèles en costume historique en direction de l'église du village d'Ettendorf. Le célébrant monte à cheval en vêtements sacerdotaux, ainsi que les servants de messe. Il débute par une danse traditionnelle de l'épée qui se déroule sur la place du marché. Cette procession traditionnelle a repris son essor en 1892 et la danse de l'épée se déroule selon les règles fixées en 1926.
- Tüßling, près d'Altötting : la procession de Saint-Georges s'y tient tous les deux ans depuis 1888.

## Processions en Autriche
- Procession d'Eching à Sankt Georgen
- Procession de Kirchberg à Eugendorf
- Procession de Kösselwand à Bad Wimsbach-Neydharting
- Procession de Micheldorf qui se tient tous les deux ans sur le Georgenberg
- Procession de Salzbourg qui se tient à la forteresse d'Hohensalzburg
- Procession de Sommerholz à Neumarkt am Wallersee
- Procession de Thomatal

## Source
- (de) Cet article est partiellement ou en totalité issu de l’article de Wikipédia en allemand intitulé « Georgiritt » (voir la liste des auteurs).